# Good (album)
Albums de Morphine
Cure for Pain
(1993)
Good est le premier album du groupe de rock alternatif américain Morphine. Il est sorti en 1992.

## Titres
Compositions de Mark Sandman sauf exceptions indiquées :
1. Good - 2:36
2. The Saddest Song - 2:50
3. Claire - 3:07
4. Have A Lucky Day - 3:24
5. You Speak My Language - 3:25
6. You Look Like Rain - 3:42
7. Do Not Go Quietly Unto Your Grave - 3:21
8. Lisa (Dana Colley) - 0:43
9. The Only One - 2:42
10. Test-Tube Baby/Shoot'm Down - 3:11
11. The Other Side (Sandman, Colley) - 3:50
12. I Know You (Part I) - 2:17
13. I Know You (Part II) - 2:45

## Musiciens
- Mark Sandman - basse 2-cordes ; chant.
- Dana Colley - saxophone baryton et ténor, voix
- Jerome Deupree - batterie.
- Billy Conway - percussion (plages 5 et 6)
- Jim Fitting - harmonica